# Мірна Медакович
Мірна Медаковіч (*20 червня 1985, Загреб, СФРЮ) — хорватська акторка театру і кіно.
У 2010 році закінчила Академію драматичного мистецтва (Загреб).

## Вибіркова фільмографія
- Де літають пінгвіни (2008)
- Лісові створіння (2010)